# Daar is Dobus
Daar is Dobus (2014) is een programma van Studio 100 en Ketnet. Het is een spin-off van de serie Dobus. De serie telt 26 afleveringen.

## Verhaal
Dobus is een clown die altijd vrolijk en plezier maakt. Hij doet ook veel domme dingen, zoals een baantje nemen.

## Cast
- Patrick Onzia - Dobus
- Herman Boets - Verschillende rollen
- Dirk Lavrysen - Verschillende rollen
- Aron Wade - Verschillende rollen
- Debbie Crommelinck - Verschillende rollen
- Agnes De Nul - Verschillende rollen
- Anton Cogen - Verteller

## Trivia
- Mina, Sollie en Circusdirecteur hebben geen rol in deze serie.